# 후궁 (드라마)
《후궁》(중국어 간체자: 后宫, 정체자: 後宮, 병음: Hòugōng 허우궁[*], 영어: The Emperor's Harem 더 엠퍼러스 하렘[*])은 중국의 텔레비전 드라마. 중화TV에서 《후궁의 남자》의 제목으로 방송된다.

## 등장 인물
- 안이쉬안(安以軒) : 소춘화(邵春華) 역
- 양이 (楊怡): 만정아(萬貞兒) 역
- 풍소봉(冯绍峰) : 양영(楊永) 역
- 담요문(谭耀文) : 왕직(汪直) 역